# Siegfried Oberndorfer

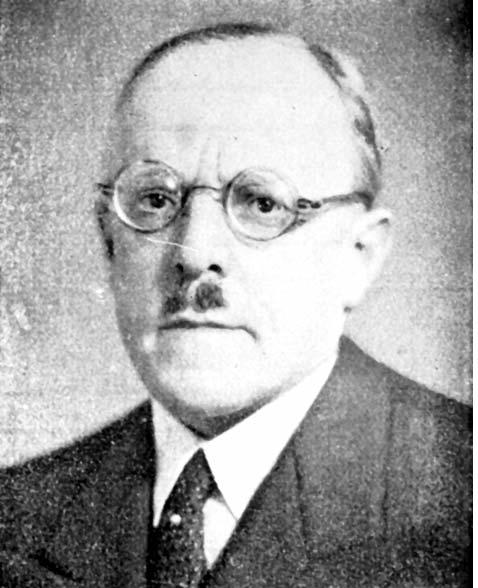
Siegfried Oberndorfer

Siegfried Oberndorfer (* 24. Juni 1876 in München; † 1. März 1944 in Istanbul) war ein deutscher Arzt, Pathologe und Krebsforscher.

## Leben
Oberndorfer studierte in München und Kiel Medizin. Seine Promotion erfolgte wie die Ablegung des Staatsexamens und die Bestallung als Arzt 1900 in München.:S. 70 Von Oktober 1900 bis September 1901 war Oberndorfer Assistent bei Friedrich Wilhelm Zahn (1845–1904) in Genf. Als Schiffsarzt konnte er eine auf der Strecke Hamburg-Brasilien 1901 auftretende Pestepidemie erfolgreich bekämpfen.:S. 70 1902 kehrte er wieder als Assistent an das von Otto von Bollinger geleitete Pathologische Institut der Universität München zurück. 1906 wurde Oberndorfer nach dem frühen Tod von Hans Schmaus (1862–1905) die Leitung des Pathologischen Instituts des Krankenhauses Rechts der Isar übertragen. In München habilitierte er sich 1906 in Pathologischer Anatomie mit einer Arbeit über Chronische Appendizitis.
Von 1910 an leitete Oberndorfer das Pathologische Institut des Krankenhauses in München-Schwabing, wo er die folgenden 22 Jahre (ab 1911) als außerordentlicher Professor und Vorstand tätig war. Während des Ersten Weltkrieges war er als Stabsarzt tätig, 1915 bei Rijssel.:S. 70 f.
Nachfolger am Institut Rechts der Isar wurde Hermann Dürck (1869–1941), sein Kollege und Freund aus der gemeinsamen Zeit bei Otto von Bollinger. Da Dürck aufgrund seiner Stelle am Pathologischen Institut der Universität Jena die Leitung des Instituts Rechts der Isar erst am 1. August 1911 antreten konnte, musste Oberndorfer am Institut verbleiben. Im Pathologischen Institut am Krankenhaus Schwabing wurde er von Emil Emmerich (1882–1937) vertreten, der bis Juli 1911 die kommissarische Leitung innehatte.
Im Herbst 1933 verließ Oberndorfer, einer Einladung der Istanbuler Universität folgend, Deutschland, da das NS-Regime ihn am 1. April 1933 aus rassistischen Gründen aus dem Dienst im Krankenhaus München-Schwabing zusammen mit den Chefärzten Otto Neubauer und David Mandelbaum entlassen hatte. Bis zu seinem Tod blieb und publizierte er im Exil in der Türkei, wo er als ordentlicher Professor der Medizinischen Fakultät und Direktor am Institut für allgemeine und experimentelle Pathologie in Istanbul wirkte und 1937 an das Institut für Krebsforschung versetzt wurde, wo er Wesentliches für die Onkologie in der Türkei beitrug. Oberndorfer starb 1944 an einem Mediastinaltumor, einer Geschwulst des Mittelfellraums.:S. 50 und 70–72

## Lehrsammlung
1912 begann Oberndorfer mit dem Aufbau einer Präparatesammlung, die im Demonstrations- und Sammlungsraum im ersten Obergeschoss untergebracht war und als Lehrsammlung bis heute Bestand hat; sie ist öffentlich nur in Ausnahmefällen zugänglich. Allerdings war deren Zukunft auch im Februar 2019 noch unklar.

## Publikationen (Auswahl)
- Karzinoide Tumoren des Dünndarmes. In: Frankfurter Zeitschrift für Pathologie. 1, 1907, S. 426–429.
- Das neue pathologische Institut des Krankenhauses München-Schwabing. In: Frankfurter Zeitschrift für Pathologie. 1912, S. 325–361, Tafeln 4–26.
- Taschenbuch des Feldarztes, VIII Teil, Sektionstechnik. Lehmanns Verlag, München 1917
- Pathologisch-anatomische Situsbilder der Bauchhöhle. Lehmanns Medizinische Atlanten, München 1922.
- Die Geschwülste des Darmes. In: Handbuch der pathologischen Anatomie. Band 4,3, Berlin 1929.
- Prostata, Hoden, Geschwülste. In: Handbuch der pathologischen Anatomie. Band 6, Berlin 1931.
- Batın uzuvlarının sitüs'ü. [Situs der Organe des Unterleibs]. Istanbul 1935.
- Genel Patoloji. Übersetzt von Suat Fuat Atay, İzzet Kandemir, Azim Sözmen und Orhan Toygar. Istanbul 1937.
- Seçilmiş bazı tümörlerin histolojik teşhisleri. [Feingewebliche Diagnostik ausgewählter Geschwülste]. Istanbul 1941.